# Liste der denkmalgeschützten Objekte in Alland
Die Liste der denkmalgeschützten Objekte in Alland enthält die 13 denkmalgeschützten, unbeweglichen Objekte der Gemeinde Alland im niederösterreichischen Bezirk Baden.

## Denkmäler
| Foto |                 | Denkmal | Standort                                           | Beschreibung | Metadaten |
| ---- | --------------- | --- | -------------------------------------------------- | --- | --- |
| ja   | Datei hochladen | Haidenkapelle HERIS-ID: 66684 Objekt-ID: 79592 marterl.at: 20335                                                  | Hauptplatz Standort KG: Alland                     | Die Haidenkapelle ist eine Giebelkapelle aus der zweiten Hälfte des 19. Jahrhunderts. In der Nische befindet sich ein Kreuz mit Christusfigur und an der Rückwand ein Sgraffito aus der Zeit um 1950, das den heiligen Georg darstellt. | BDA-Hist.: Q38114072 Status: § 2a Stand der BDA-Liste: 2025-06-30 Name: Haidenkapelle GstNr.: 61/2                                                                                     |
| ja   | Datei hochladen | Hegenauerkreuz HERIS-ID: 66683 Objekt-ID: 79591 marterl.at: 11046                                                 | Heiligenkreuzerstraße 466, bei Standort KG: Alland | Auf einer Säule mit quadratischen Querschnitt befindet sich eine Jesusdarstellung in der Rast. Die Inschrift zeugt von 1658. | BDA-Hist.: Q38114068 Status: § 2a Stand der BDA-Liste: 2025-06-30 Name: Hegenauerkreuz GstNr.: 542/1                                                                                   |
| ja   | Datei hochladen | Bildstock HERIS-ID: 66681 Objekt-ID: 79589                                                                        | Wagenhofstraße Standort KG: Alland                 | Der als Pestsäule gedeutete Tabernakelbildstock auf einem vermuteten Massengrab stammt aus der ersten Hälfte des 18. Jahrhunderts (1713?). | BDA-Hist.: Q38114061 Status: § 2a Stand der BDA-Liste: 2025-06-30 Name: Bildstock GstNr.: 567                                                                                          |
| ja   | Datei hochladen | Baderkapelle HERIS-ID: 66680 Objekt-ID: 79588                                                                     | vor Kronawettgasse 51 Standort KG: Alland          | Die Baderkapelle hat einen geschweiften Blendgiebel und eine Rundbogennische und stammt aus dem 18. Jahrhundert. | BDA-Hist.: Q38114055 Status: § 2a Stand der BDA-Liste: 2025-06-30 Name: Baderkapelle GstNr.: 524/1                                                                                     |
| ja   | Datei hochladen | Johannes-Nepomuk-Kapelle HERIS-ID: 66686 Objekt-ID: 79594 marterl.at: 11052                                       | Standort KG: Alland                                | Die breite Kapelle an der Stephaniebrücke hat ein hohes Walmdach mit vorgeblendeten Dreiecksgiebel und stammt aus der 2. Hälfte des 18. Jahrhunderts. | BDA-Hist.: Q38114080 Status: § 2a Stand der BDA-Liste: 2025-06-30 Name: Johannes Nepomuk-Kapelle GstNr.: 563                                                                           |
| ja   | Datei hochladen | Jägerkapelle HERIS-ID: 66689 Objekt-ID: 79597                                                                     | Kirchengasse Standort KG: Alland                   | Das Jägerkreuz, auch Jägerkapelle, ist eine Wegkapelle und stammt vom Anfang des 18. Jahrhunderts. Es hat einen hohen, geschweiften, mit Aufsatzvasen flankierten Blendgiebel und eine kreuzgratgewölbte Segmentbogennische. | BDA-Hist.: Q38114088 Status: § 2a Stand der BDA-Liste: 2025-06-30 Name: Sog. Jägerkapelle GstNr.: 489/1                                                                                |
| ja   | Datei hochladen | Kath. Pfarrkirche hll. Georg und Margarethe und ehem. Friedhof HERIS-ID: 49402 Objekt-ID: 53092                   | bei Heiligenkreuzerstraße 1 Standort KG: Alland    | Die Pfarrkirche war ursprünglich eine Burgkirche aus dem 12. Jahrhundert. Einige Mauerreste sind oberhalb der heutigen Kirche noch erhalten. Im 13. Jahrhundert entstand hier eine romanische Saalkirche, die im Laufe der Jahrhunderte laufend erweitert wurde. Sie wurde im Zug der Ersten (1529) und Zweiten Türkenbelagerung (1683) teilweise zerstört. Um 1800 wurde sie durch den Baumeister Philipp Schlucker restauriert und barockisiert. Im Kampf um Alland gegen Ende des Zweiten Weltkrieges, wurde die Kirche massiv beschädigt und bis 1954 wieder verändert aufgebaut. | BDA-Hist.: Q24047758 Status: § 2a Stand der BDA-Liste: 2025-06-30 Name: Kath. Pfarrkirche hll. Georg und Margarethe und ehem. Friedhof GstNr.: 1 Pfarrkirche Alland                    |
| ja   | Datei hochladen | Gutshof HERIS-ID: 113839seit 2021                                                                                 | Glashütten 1 Standort KG: Glashütten               | | BDA-Hist.: Q107521082 Status: Bescheid Stand der BDA-Liste: 2025-06-30 Name: Gutshof GstNr.: 140/1, 140/2 Gutshof Glashütten                                                           |
| ja   | Datei hochladen | Kloster der Unbeschuhten Karmelitinnen, ehem. Jagdschloss des Kronprinzen Rudolf HERIS-ID: 66710 Objekt-ID: 79618 | Mayerling 3 Standort KG: Mayerling                 | 1886 kaufte Kronprinz Rudolph das seit 1550 im Besitz des Stiftes Heiligenkreuz stehende Anwesen und ließ es zu einem Jagdschloss umbauen. Nach Rudolphs Tod 1889 wurde es auf Veranlassung des Kaisers zu einem Kloster für die Unbeschuhten Karmelitinnen umgewidmet. | BDA-Hist.: Q670098 Status: § 2a Stand der BDA-Liste: 2025-06-30 Name: Kloster der Unbeschuhten Karmeliterinnen, ehem. Jagdschloss des Kronprinzen Rudolf GstNr.: 2 Schloss Mayerling   |
| ja   | Datei hochladen | Franziskanerinnenkloster, ehem. Wirtschaftshof des Jagdschlosses HERIS-ID: 50216 Objekt-ID: 54967                 | Mayerling 5a Standort KG: Mayerling                | Die unregelmäßige vierflügelige Anlage mit südöstlich vorgelagerten Wirtschaftsgebäuden stammt überwiegend aus dem späten 19. Jahrhundert. | BDA-Hist.: Q38038796 Status: § 2a Stand der BDA-Liste: 2025-06-30 Name: Franziskanerinnenkloster, ehem. Wirtschaftshof des Jagdschlosses GstNr.: 79                                    |
| ja   | Datei hochladen | Kath. Pfarrkirche hll. Philipp und Jakobus HERIS-ID: 50196 Objekt-ID: 54923                                       | bei Maria Raisenmarkt 6 Standort KG: Raisenmarkt   | Bei der Außenrenovierung 1983 wurde ein romanisches und ein frühgotisches Fenster aus dem 12. und 13. Jahrhundert entdeckt. Die Pfarrkirche wurde 1987 durch Hans Hermann Groër zur Wallfahrtskirche erhoben (laut Gedenktafeln an der Kirchenmauer). | BDA-Hist.: Q38038701 Status: § 2a Stand der BDA-Liste: 2025-06-30 Name: Kath. Pfarrkirche hll. Philipp und Jakobus GstNr.: 514 Pfarrkirche hll. Philipp und Jakobus, Maria Raisenmarkt |
| ja   | Datei hochladen | Burgruine Arnstein HERIS-ID: 66708 Objekt-ID: 79616                                                               | Standort KG: Raisenmarkt                           | Die Burg wurde 1170 erstmals erwähnt. Ab dem 14. Jahrhundert war die Burg landesfürstlich. Im Jahr 1529 wurde sie bei der ersten Türkenbelagerung zerstört. Heute sind verschiedene Mauerfragmente erhalten. | BDA-Hist.: Q21083217 Status: § 2a Stand der BDA-Liste: 2025-06-30 Name: Burgruine Arnstein GstNr.: 253/1 Burgruine Arnstein                                                            |
| ja   | Datei hochladen | Ortskapelle HERIS-ID: 66691 Objekt-ID: 79599                                                                      | Groisbach Standort KG: Windhaag                    | Die Ortskapelle von Groisbach, ein kleiner Bau unter einem Satteldach mit Dachreiter, wurde 1764 urkundlich erwähnt. Das kleine barocke Säulenretabel mit einem Volutengiebel und einem Marienbild stammt vom Ende des 18. Jahrhunderts. Dazu zwei Engelsfiguren aus der 2. Hälfte des 18. Jahrhunderts. | BDA-Hist.: Q38114094 Status: § 2a Stand der BDA-Liste: 2025-06-30 Name: Ortskapelle GstNr.: 131                                                                                        |